# 이상준 (1884년)
이상준(李尙俊, 1884~1948)은 20세기 초반에 활동한 [한국]의 [작곡가]이다. [김인식]과 함께 양악 발전에 진력한 한국 최초의 작곡가로 평가된다.

## 생애
황해도 재령(載寧)에서 출생하였다. 12세에 피어선기념성경학원(현 평택대학교)에 입학하여 선교사로부터 오르간을 배웠다. 15세에 평양 대성학교에서 음악을 지도하여 세인을 놀라게 했으며, 1909년 24세의 나이로 조양구락부 조선악과에 들어가 국악을 전공하는 한편 김인식에게 서양음악을 배워 한국의 전래음악을 5선보에 채보하기도 했다. 1929년 〈놀령, 방아타령〉 외 16곡을 수록한 《조선속곡집》(朝鮮俗曲集)을 발행하고 이어 《신선속곡집》(新選俗曲集)을 출간하였다. 이는 한국 음악사상 최초의 채보작업이라 할 수 있다. 이러한 채보활동 외에 저술활동과 휘문·보성·진명·숙명 등 여러 학교에서 교편을 잡기도 했으며, 정악전습소를 창설하여 후진 양성에 심혈을 기울였다.

## 저서
음악교재의 빈곤을 해소하기 위해 《중등창가집》, 《풍금독습》, 《중등음악》, 《최신창가집》 등을 냈고, 음악인을 위한 《보통 악전대요》를 출간했다. 그 외에 《조선나팔곡집》, 《조선속곡집》, 《신유행가곡집 1·2권》, 《조선신구잡가》 등이 있다.

## 평가
김인식·김형준과 함께 양악 수입기에서의 3대 공로자의 한 사람으로 평가된다.

## 기타
성악가 이해남(李海南)의 엄친이기도 하다.